# フェンロー国際園芸博覧会
フェンロー国際園芸博覧会（フェンローこくさいえんげいはくらんかい, Floriade 2012）は、2012年4月から10月までオランダのフェンローで開催される国際園芸博覧会であり、博覧会国際事務局から認定された国際博覧会（認定博）である。

## 概要
- テーマ：自然と調和する人生
- 会場面積：66ha
- 入場料金：大人25ユーロ、小人12.5ユーロ
- 入場者数規模：200万人(目標)
- 参加規模：42ヶ国
- 5つのエリアに分かれている。
「環境」・「教育・イノベーション」・「リラックス・癒し」・「グリーンエンジン」・「ワールドショーステージ」

## Gallery

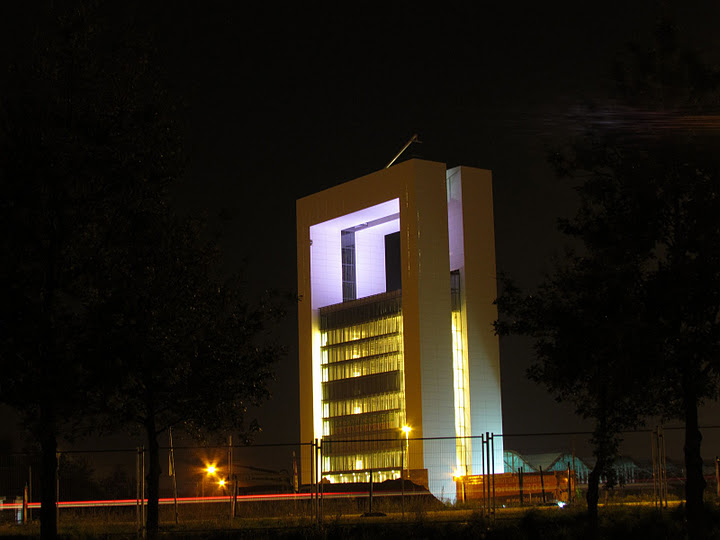
フロリアード入口のイノベーションタワー（オランダ語版）
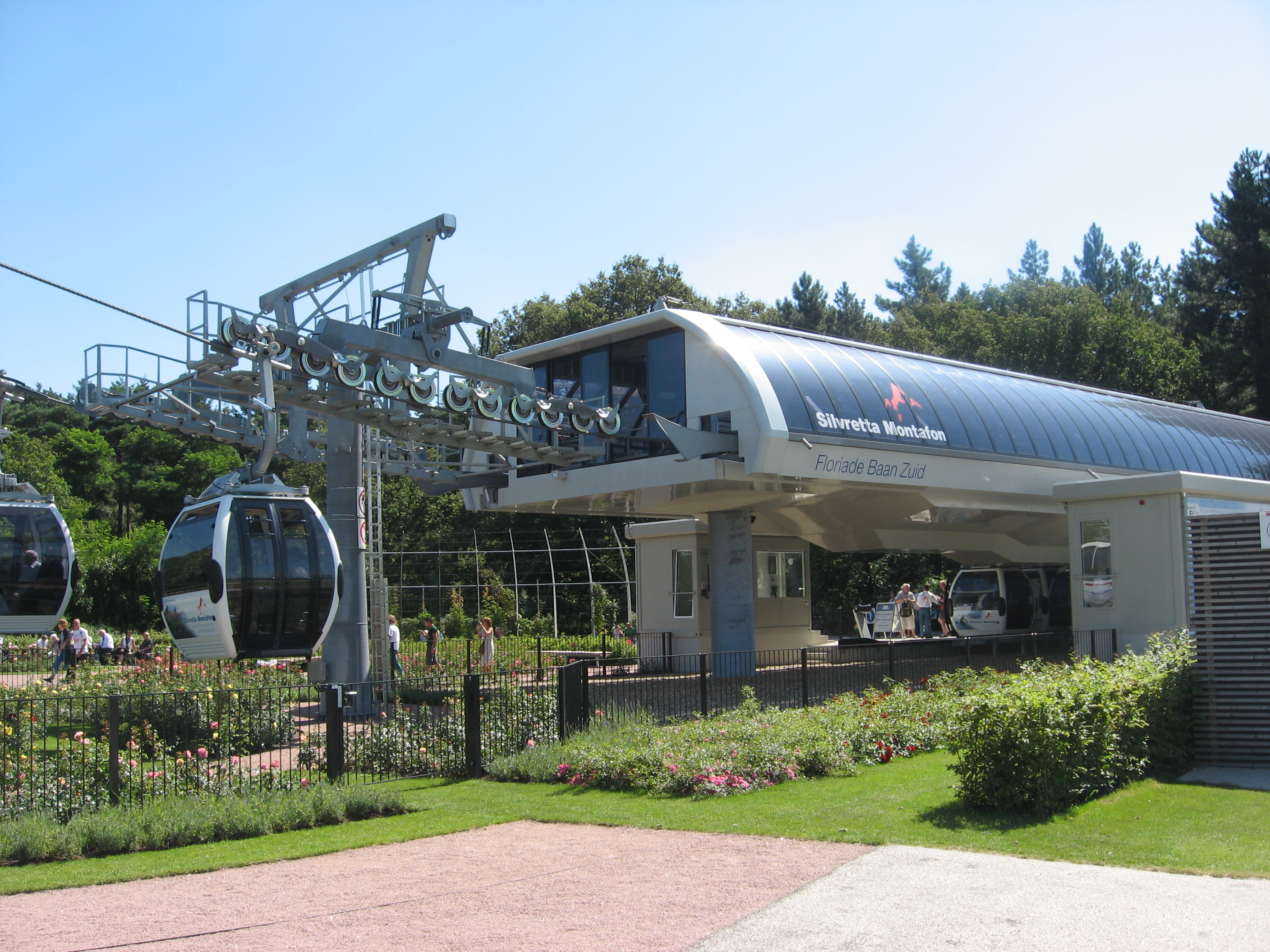
ケーブルカーステーション
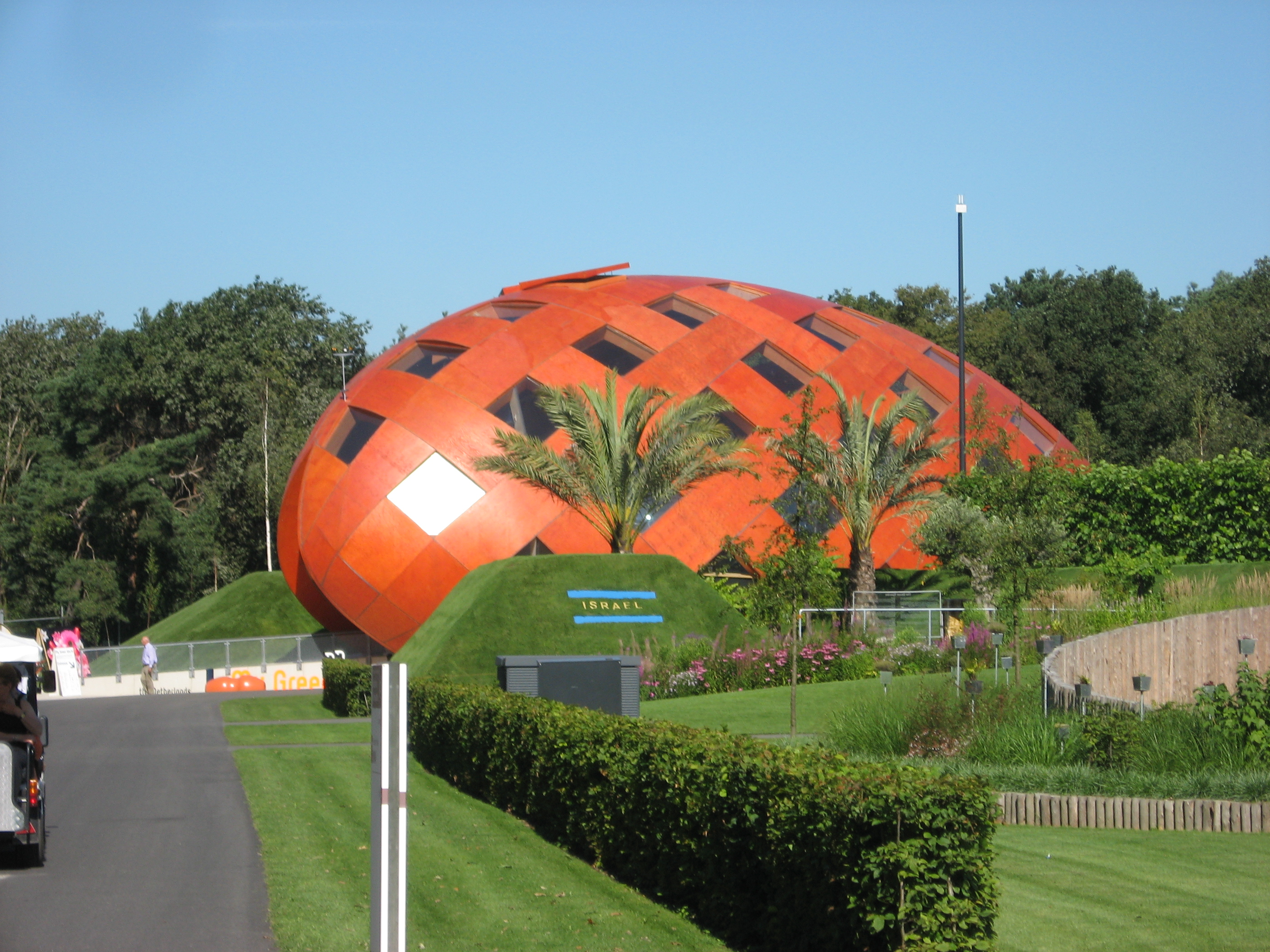
オランダのパビリオン
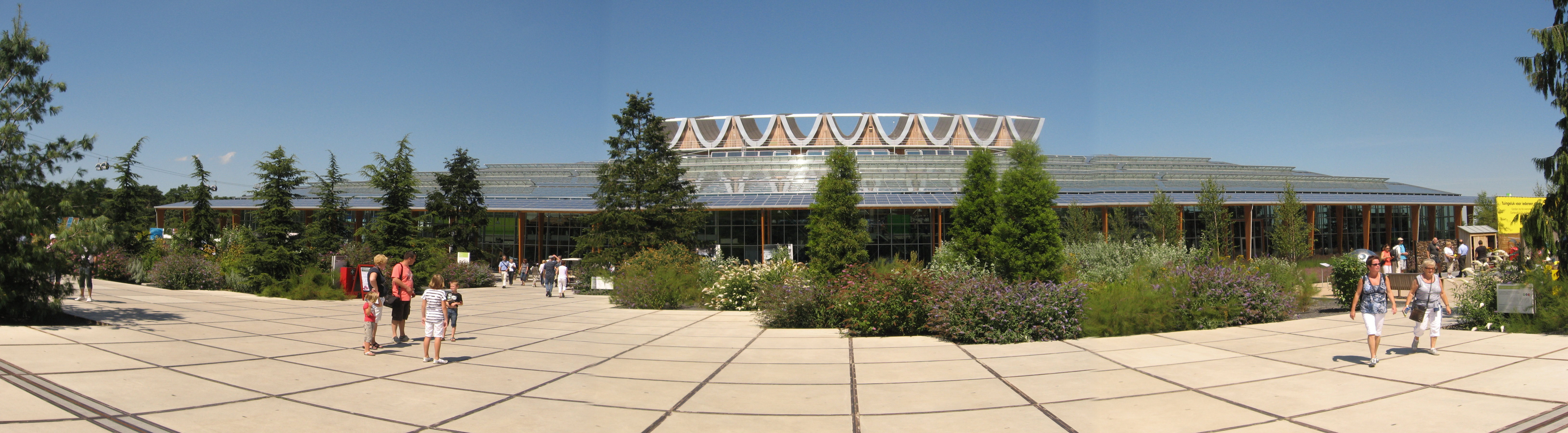
ヴィラフローラ